# Dichochrysa sierra
Dichochrysa sierra är en insektsart som först beskrevs av Banks 1924.  Dichochrysa sierra ingår i släktet Dichochrysa och familjen guldögonsländor. Inga underarter finns listade i Catalogue of Life.